# Palacio Lo Manthang
El Palacio de Lo Manthang (nepalí: लोमान्थाङ दरबार) es un palacio histórico en Nepal. Se encuentra a 3800 m sobre el nivel del mar en el Distrito de Mustang. El palacio también se conoce como Palacio Tashi Gephel. Fue construido en el siglo XV cuando Lo Manthang solía ser la capital Mustang. El palacio está bajo consideración para ser incluido en el sitio del Patrimonio Mundial de la UNESCO. 

## Historia
El Palacio de Lo Manthang fue construido alrededor del siglo XV por el primer rey de Mustang, el rey Amad Pal. Primero construyó una muralla alrededor del asentamiento de Lo. Más tarde, construyó el palacio de cuatro pisos en 1440 d. C. Mustang estuvo bajo la influencia de Jumla en los siglos XVI al XVIII. Cuando Jumla fue anexado a Nepal en 1789 d. C., Mustang se convirtió en una parte integral de Nepal junto con el palacio. Sin embargo, el rey de Mustang fue reconocido como rey local.

## Arquitectura
El palacio tiene cinco pisos. Está construido en barro, piedra y madera con nueve esquinas. Hay pinturas murales e inscripciones en escritura Ranjana. La entrada principal al palacio está en el este. El palacio está pintado con cal blanca. El palacio alberga una colección de textos como Kanjur, Tenjur, Astha Sahasrika Prajnaparamita y Satasahasrika Prajnaparmita. La muralla que rodea el palacio y la ciudad actúa como fortaleza. Cerca del palacio, hay tres monasterios rojos, doce chortens y una muralla mani. Hay 60 caños y 25 puertas en la muralla de la fortaleza.

## Esfuerzo de preservación
El palacio fue dañado por el terremoto de Gorkha en 2015. El palacio fue restaurado con la ayuda de la Fundación Gerda Henkel.

## Galería

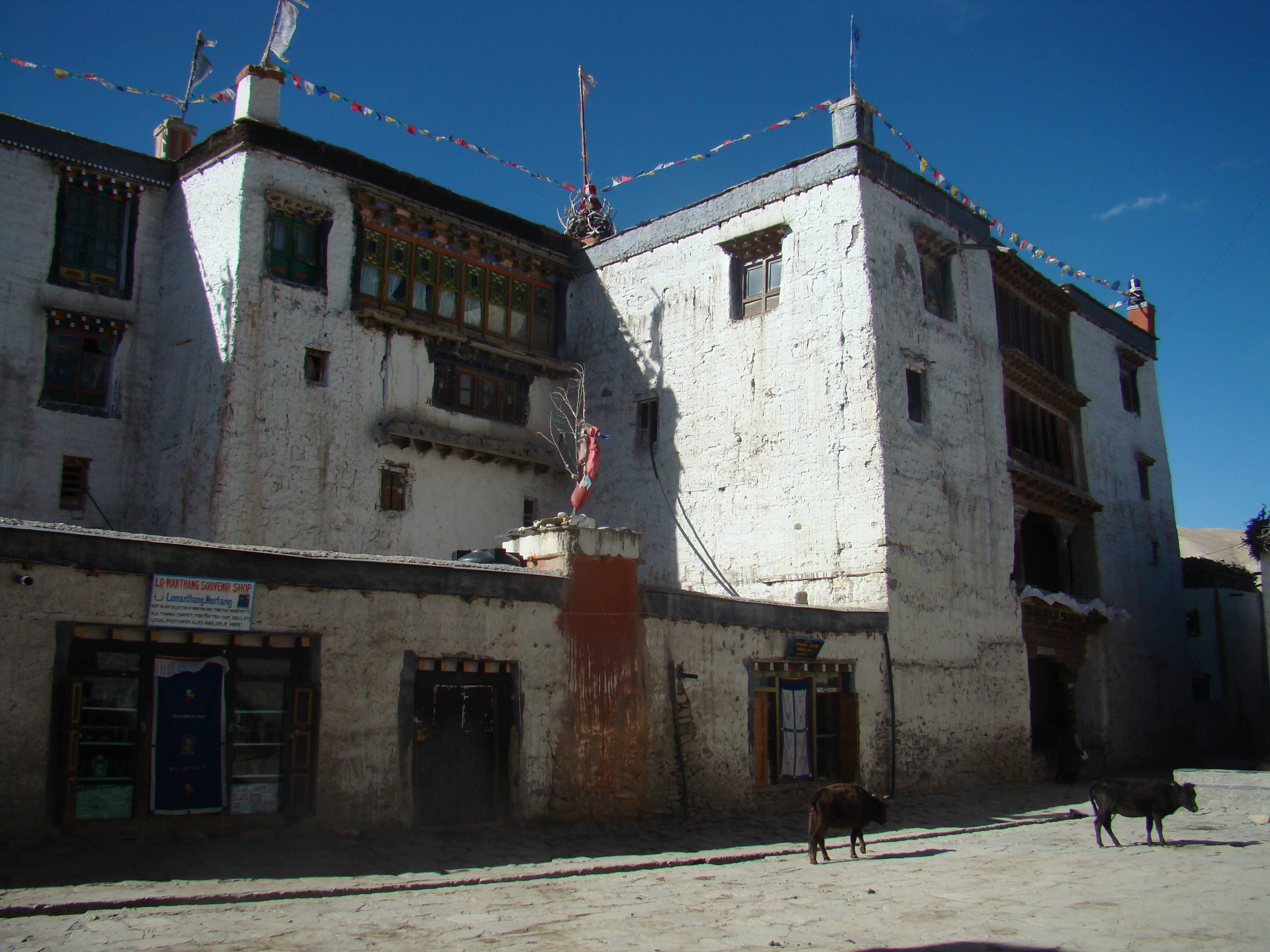
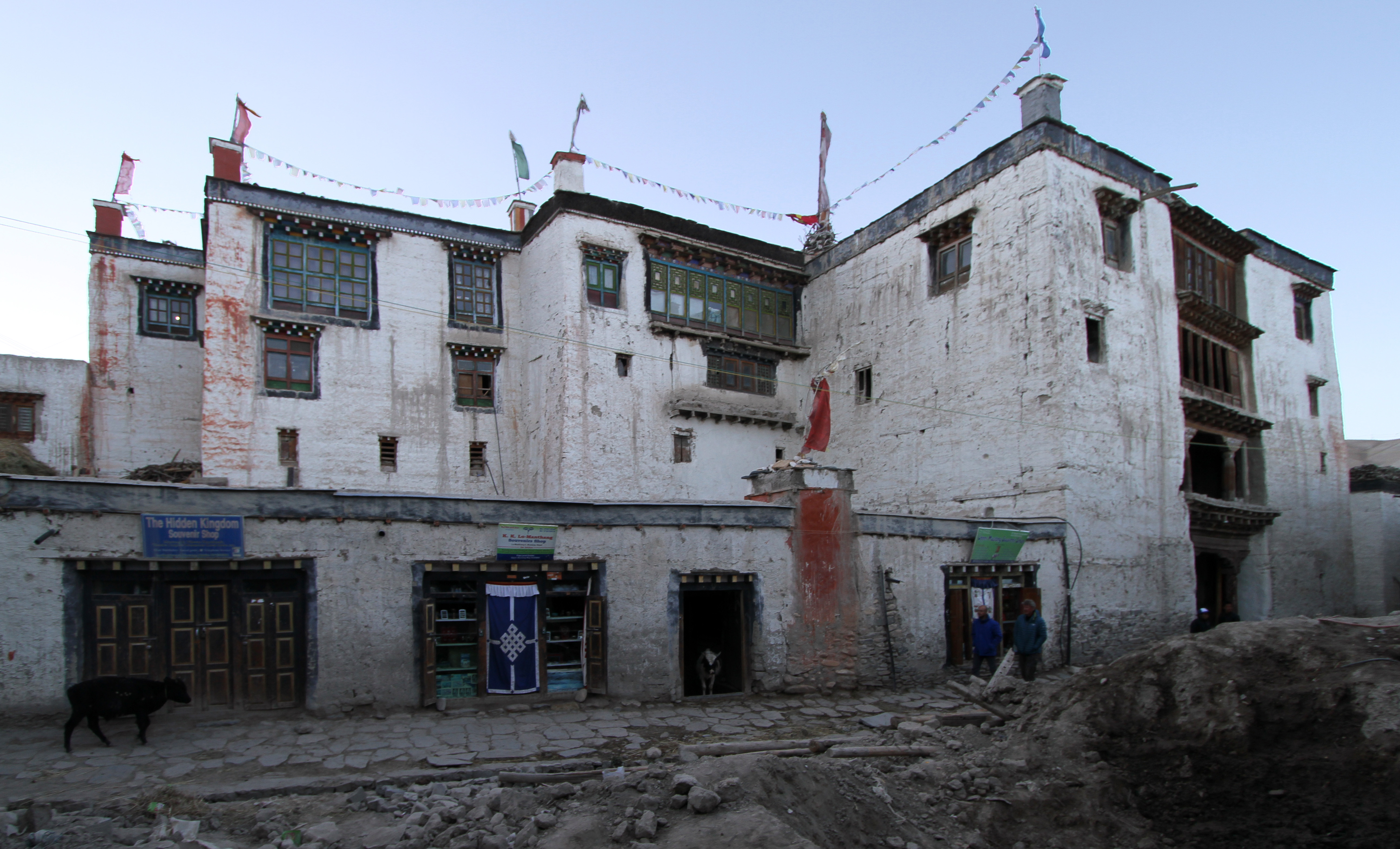
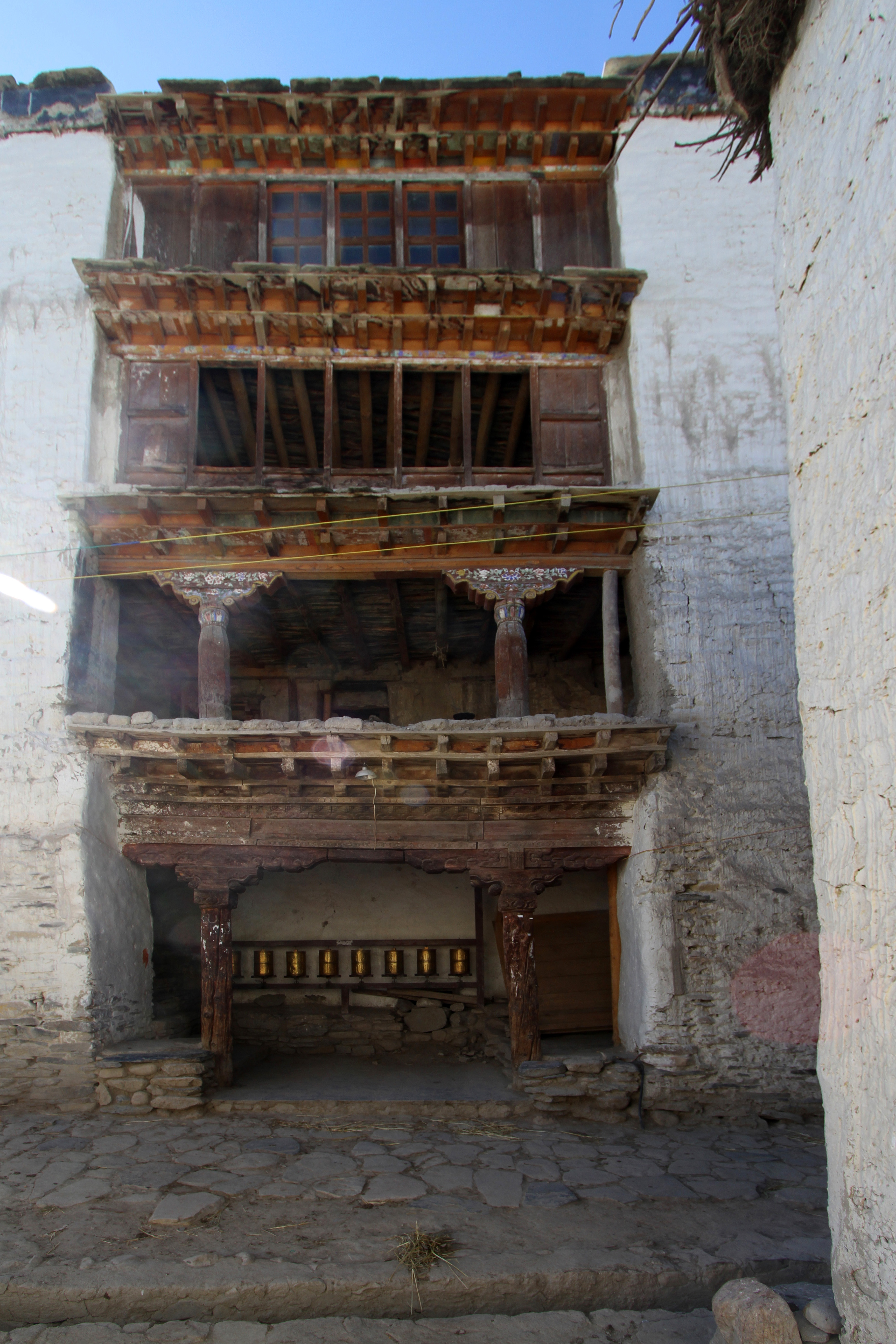
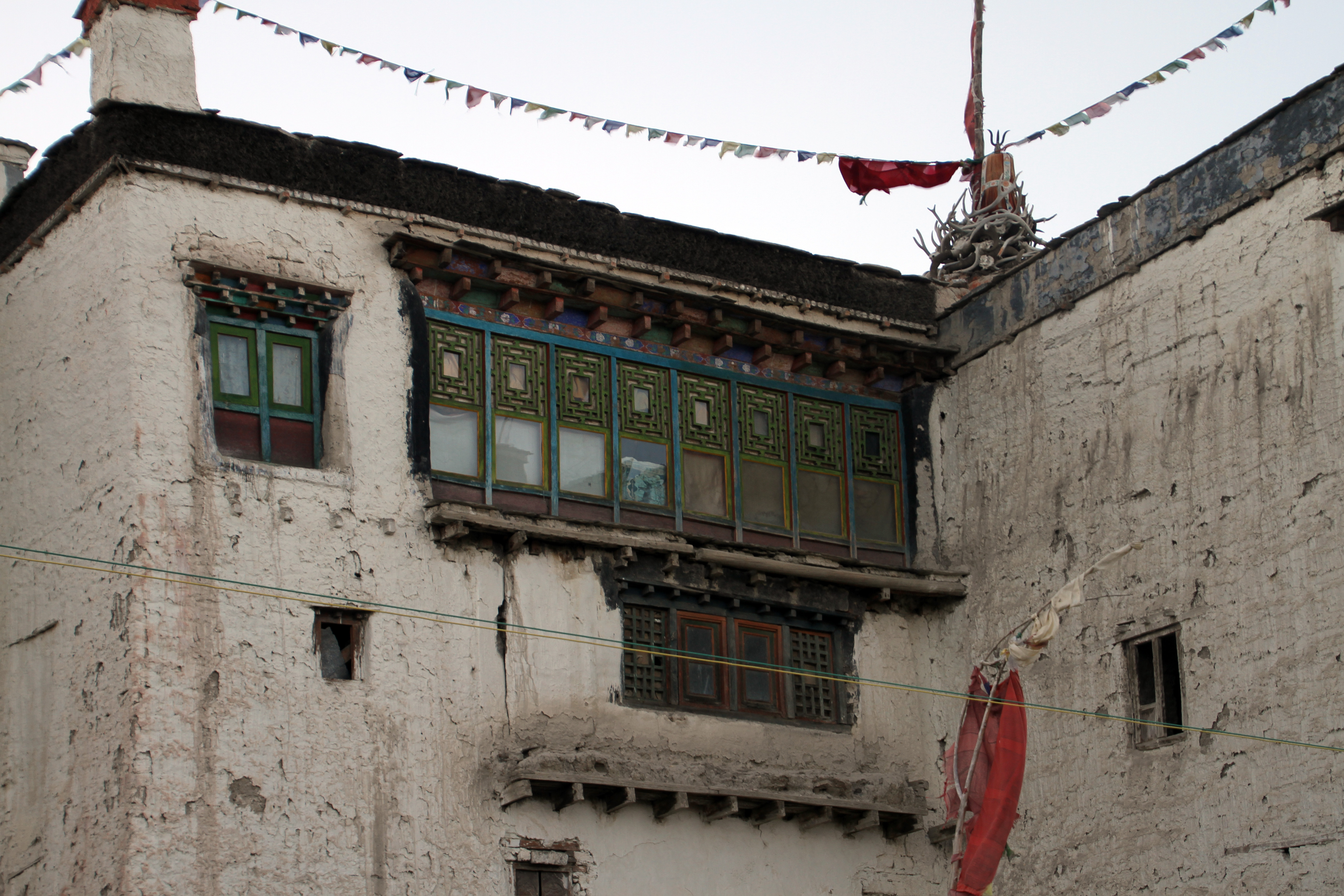